# Aleksandra Uznańska-Wiśniewska
Aleksandra Karolina Uznańska-Wiśniewska (ur. 27 maja 1994 w Łodzi) – polska działaczka humanitarna, społeczna i polityczna, z wykształcenia politolog, posłanka na Sejm X kadencji (od 2023).

## Życiorys

### Wykształcenie
Uczęszczała do IV Liceum Ogólnokształcącego im. Emilii Sczanieckiej w Łodzi; w 2011 wyjechała do Włoch w ramach stypendium United World Colleges, gdzie kształciła się w UWC Adriatic i zdała egzaminy maturalne. Ukończyła studia z zakresu nauk politycznych i filozofii w London School of Economics. Uzyskała magisterium z polityki publicznej w Blavatnik School of Government na Uniwersytecie Oksfordzkim. Podczas nauki w LSE była przewodniczącą LSE SU Polish Business Society oraz organizatorką Polish Economic Forum.

### Działalność humanitarna
W grudniu 2015 zgłosiła się jako wolontariuszka do pracy w obozie dla uchodźców w Grecji na wyspie Lesbos. Prowadziła badania terenowe w obozach uchodźców w Dunkierce i Calais dotyczące naruszeń praw człowieka. Następnie w Turcji i Jordanii pracowała w UNDP nad strategią działań humanitarnych w związku z wojną domową w Syrii.
W 2019 została koordynatorką projektu dla misji Polskiej Akcji Humanitarnej w Jemenie pod przewodnictwem Pauli Gierak. Misja ta zajmowała się pomocą ludności podczas wybuchu epidemii cholery w kraju objętym wojną domową. Później objęła kierownictwo tej misji. Po wybuchu pandemii COVID-19 w 2020 kontynuowała w Jemenie pracę humanitarną w ramach misji wspierającej system opieki zdrowotnej.
W latach 2022–2023 podczas inwazji Rosji na Ukrainę kierowała na Ukrainie misją międzynarodowej organizacji pomocowej Intersos. Weszła w skład rady założonej przez jej ojca fundacji Happy Kids. W ramach działań fundacji pracowała przy ewakuacjach ukraińskich domów dziecka.

### Działalność publiczna
W 2019 pracowała w sztabie Janiny Ochojskiej podczas kampanii przed wyborami do Parlamentu Europejskiego.
W 2023 objęła funkcję pełnomocniczki prezydent Łodzi Hanny Zdanowskiej ds. zaangażowania obywatelskiego. W tym samym roku została ambasadorką kampanii społecznej „Odważysz się?”, której celem było zachęcanie młodych obywateli do udziału w wyborach.
W sierpniu 2023 została przedstawiona jako bezpartyjna kandydatka w wyborach parlamentarnych w tym samym roku z listy Koalicji Obywatelskiej w okręgu łódzkim. Uzyskała w nich mandat posłanki X kadencji, startując z piątego miejsca na liście i zdobywając 25 436 głosów (co stanowiło drugi wynik wśród kandydatów KO w okręgu). Objęła funkcję sekretarza Sejmu, zasiadła w Komisji Łączności z Polakami za Granicą, Komisji Spraw Zagranicznych oraz Komisji Obrony Narodowej. Wstąpiła do Platformy Obywatelskiej. Weszła także w skład rady Fundacji „Pomoc Polakom na Wschodzie” im. Jana Olszewskiego.

## Życie prywatne
Jej matka Piengjai Wiśniewska urodziła się w Bangkoku w rodzinie Tajki i emigranta z Chin. Jej ojcem jest przedsiębiorca Radosław Wiśniewski. Posiada obywatelstwo polskie i tajskie; deklaruje się jako Polka i Tajka.
W 2025 zawarła związek małżeński z astronautą Sławoszem Uznańskim.

## Wyróżnienia
- Laureatka rankingu Forbes „25 under 25” w Polsce w kategorii działalność społeczna[27][28]
- Nagroda „Karski2020” przyznana przez Fundację Edukacyjną Jana Karskiego[29]
- Nagroda „Green Hero” BNP Paribas Bank Polska przyznana za działania na rzecz praw człowieka i klimatu[30]
- Jubileuszowy medal na 600-lecie Łodzi[31]